# Stereodon calcicola
Stereodon calcicola là một loài Rêu trong họ Hypnaceae. Loài này được (Ando) Afonina & Cherdantseva mô tả khoa học đầu tiên năm 2007.